# Al-Churajta (Al-Hasaka)
Al-Churajta (arab. الخريطة) – wieś w Syrii, w muhafazie Al-Hasaka. W 2004 roku liczyła 111 mieszkańców.